# Chariessa
Genre
Chariessa est un genre d'insectes coléoptères de la famille des Cleridae et de la sous-famille des Peloniinae.

## Espèces
- Chariessa dichroa
- Chariessa elegans
- Chariessa pilosa
- Chariessa ramicornis (type)
- Chariessa vestita

Selon ITIS (17 janvier 2019) :
- Chariessa dichroa (LeConte, 1865)
- Chariessa elegans Horn, 1870
- Chariessa floridana Schaeffer, 1917
- Chariessa pilosa (Forster, 1781)
- Chariessa texana Wolcott, 1908
- Chariessa vestita Chevrolat, 1835